# Гиримбабази, Памела
Памела Гиримбабази Ругабира (руанда и фр. Pamela Girimbabazi Rugabira, род. 10 января 1984 года) — руандийская пловчиха, участница трёх Олимпийских игр.

## Карьера
В 2000 году Гиримбабази, которая не выполнила квалификационный норматив получила специальное приглашение на Олимпиаду в Сиднее. Таким образом в 16 лет она стала первой руандийской пловчихой, выступившей на Играх. Руандийка вышла на старт дистанции 100 метров брассом. Там она из-за незнания правил плаванья нарушила технику плаванья и была дисквалифицирована.
За последующие 4 года Гиримбабази изучила правила и стала на регулярной основе тренироваться вместе с соотечественником Джейсоном Нийонмугабо. Правда делать она это смогла только в 25-метровом бассейне гостиницы. В Афинах Памела не только вышла на старт стометровки брассом, но и смогла её закончить. Её время 1:50,39 стало слабейшим во всех заплывах, причем предпоследней спортсменке Гиримбабази проиграла почти 20 секунд.
В 2008 году на Играх в Пекине руандийка была знаменосцем сборной на церемонии открытия, а в рамках соревновательной программы выступила на дистанции 50 метров вольным стилем. Там она не смогла улучшить свой личный рекорд в 35 секунд, но результат 39,78 позволил ей занять 88-е место, обойдя двух спортсменок из Гвинеи и Нигера.